# Kié-Ntem
Kié-Ntem is een provincie in het continentale deel van Equatoriaal-Guinea. De provincie is 3943 km² groot en heeft 167.279 inwoners (2001). De hoofdstad is Ebebiyín.
Annobón · Bioko Norte · Bioko Sur · Centro Sur · Kié-Ntem · Litoral · Wele-Nzas